# Sunnanå naturreservat

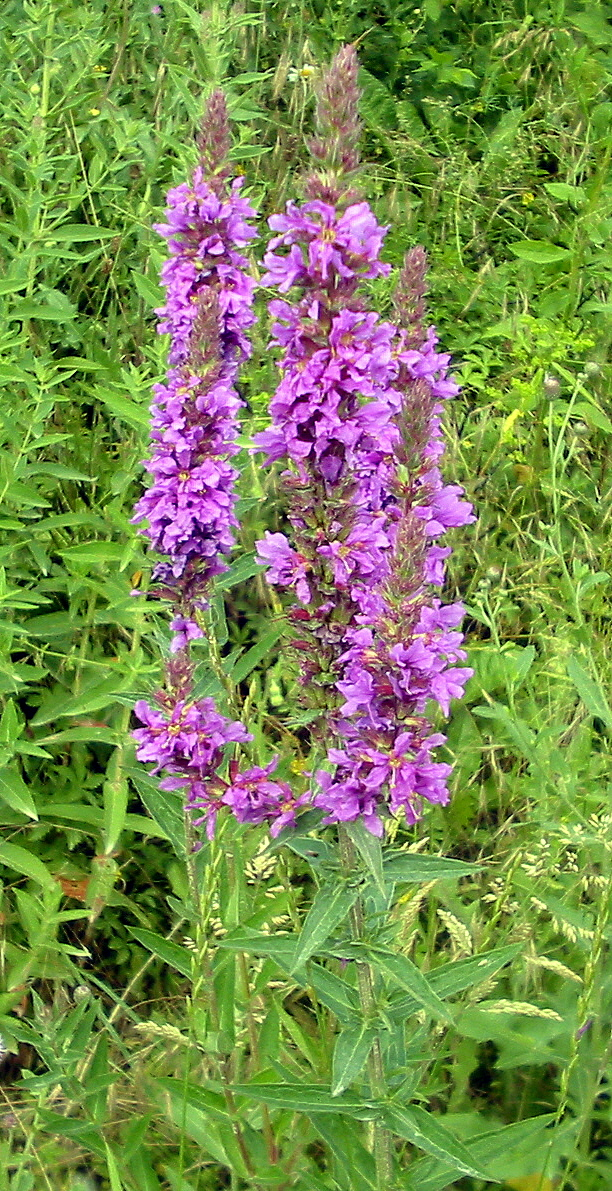
Fackelblomster

Sunnanå är ett naturreservat i Melleruds kommun i Dalsland i Västra Götalands län.
Området är skyddat sedan 2007 och är 137 hektar stort, varav 42 hektar är landområde. Det är beläget 3 km öster om Mellerud, strax norr om Sunnanå hamn, vid Vänerns strand.
Naturreservatet består av ett vegetationsrikt våtmarksområde vid Holmsåns utlopp i Vänern. Där finns insprängda låga bergsklackar, ekdominerad lövskog, alkärr och fukthedar. Växt- och djurlivet är rikt. I västra delen av reservatet finns tidigare betad hagmark med äldre lövträd. I området finns en markerad led som delvis går på spångar. I öster finns en bit Vänerskärgård med öar och skär.
Huvudsakligen är strandängsområdet bevuxet med bladvass, jättegröe och svärdslilja. I området finns många vattengynnade växter som vattenskräppa, rörflen, näckros, vasstarr, trådstarr, kråkklöver, ängsull och fackelblomster. Där växer även dvärgmåra och vitblommig dunört. 
Området kring Holmsåns mynning är en känd observationsplats för fågelskådare på grund av sitt rika fågelliv. Där kan man få se knölsvan, skäggdopping, kricka, snatterand, vigg, brun kärrhök, enkelbeckasin, skrattmås, häger, orre, sävsångare och rörsångare.
Norr om Hasselängen finns en forntida gravgrupp med fyra stensättningar som delvis är övertäckta.
Naturvårdsförvaltare är Melleruds kommun.